# Leslie David Baker
Leslie David Baker (n. 19 februarie 1958, Chicago, Illinois, SUA) este un actor american. Este cel mai cunoscut pentru rolul vânzătorului nemulțumit de produse de papetărie Stanley Hudson din La birou, serial în care a jucat nouă sezoane (2005–2013).

## Filmografie

### Televiziune
| An      | Titlu                                   | Rol                            | Note                                                                  |
| ------- | --------------------------------------- | ------------------------------ | --------------------------------------------------------------------- |
| 1998    | Maggie                                  | Frank                          | Episodul: "Cats"                                                      |
| 1999    | Action                                  | Guard                          | Episodul: "Love Sucks"                                                |
| 2000    | Judging Amy                             | Uncle Vin Arlen                | Episodul: "Waterworld"                                                |
| 2000    | Malcolm in the Middle                   | Cop                            | Episodul: "Halloween Approximately"                                   |
| 2001    | That '70s Show                          | Janitor                        | Episodul: "Backstage Pass"                                            |
| 2001–03 | The Guardian                            | Teddy Desica                   | 3 episoade                                                            |
| 2002    | Just Shoot Me!                          | Man                            | Episodul: "The Burning House"                                         |
| 2003    | Malcolm in the Middle                   | Customer                       | Episodul: "Stereo Store"                                              |
| 2003    | Scrubs                                  | Surgery Patient                | Episodul: "My Interpretation"                                         |
| 2004    | Line of Fire                            | Large Man                      | Episodul: "The Best-Laid Plans"                                       |
| 2005–13 | The Office                              | Stanley Hudson                 | 188 episoade                                                          |
| 2006    | The Office: The Accountants             | Stanley Hudson                 | Webisode: "Stanley"                                                   |
| 2008    | Kevin's Loan                            | Stanley Hudson                 | Web-episodul: "Taste the Ice Cream"                                   |
| 2012    | The Life & Times of Tim                 | Al Sharpton's College Roommate | Rol de voce; Episodul: "The Smug Chiropractor/Corporate Disaster"     |
| 2013    | Key & Peele                             | Benjamin Button Man            | Episodul: “Meagan’s Fight”                                            |
| 2014    | Marry Me                                | Jake's Boss                    | Episodul: "Pilot"                                                     |
| 2015    | The Exes                                | Officer Wilson                 | Episodul: "Requiem for a Dream"                                       |
| 2015    | Austin & Ally                           | Mr. Schxlumbraugh              | Episodul: "Duos & Deception"                                          |
| 2016    | Scorpion                                | Judge Tanniston                | 2 episoade                                                            |
| 2016    | Still the King                          | Curtis                         | 9 episoade                                                            |
| 2017    | Life in Pieces                          | Gavin                          | Episodul: "Chef Rescue Negotiator Necklace"                           |
| 2017    | Raven's Home                            | Principal Wentworth            | 2 episoade                                                            |
| 2017    | Ryan Hansen Solves Crimes on Television | Captain Jackson #4             | Episodul: "Trafficking and the Traffic King"                          |
| 2017    | Puppy Dog Pals                          | Rufus / Frank                  | Rol de voce; rol secundar, 15 episoade                                |
| 2019    | Fam                                     | Mr. Kersey                     | Episodul: "It's Been A While"                                         |
| 2021    | Tom and Jerry in New York               | Mr. Piper                      | Episodul: "Telepathic Tabby/Shoe-in/It's a Gift/Stormin' the doorman" |

### Film
| An   | Titlu                                    | Rol                 | Note                 |
| ---- | ---------------------------------------- | ------------------- | -------------------- |
| 2001 | Road to Redemption                       | Tow Truck Driver    |                      |
| 2005 | Elizabethtown                            | Airport Security #2 | Nemenționat          |
| 2014 | Wish I Was Here                          | Audition Actor #1   |                      |
| 2015 | When Duty Calls                          | Clyde Pierce        | Filom de televiziune |
| 2017 | Fallen Stars                             | Ron                 |                      |
| 2017 | Captain Underpants: The First Epic Movie | Officer McPiggly    | Rol de voce          |
| 2018 | The Happytime Murders                    | Lt. Banning         |                      |
| 2021 | Vivo                                     | Florida bus driver  | Rol de voce          |